# Diplazium pseudosylvaticum
Diplazium pseudosylvaticum là một loài dương xỉ trong họ Athyriaceae. Loài này được Panigrahi mô tả khoa học đầu tiên năm 1975.